# Illán de Vacas
Illán de Vacas é um município da Espanha na província de Toledo, comunidade autónoma de Castilla-La Mancha, de área 9 km² com população de 5 habitantes (2010) e densidade populacional de 0,87 hab/km². Foi até 2015 juntamente com Jaramillo Quemado município da Espanha com menos habitantes, mas desde 2016, Jaramillo Quemado passou a ter apenas 5, enquanto Illán de Vacas manteve os 6 habitantes.

## Demografia
| Variação demográfica do município entre 1991 e 2004 | Variação demográfica do município entre 1991 e 2004 | Variação demográfica do município entre 1991 e 2004 | Variação demográfica do município entre 1991 e 2004 | Variação demográfica do município entre 1991 e 2004 | Variação demográfica do município entre 1991 e 2004 |
| --------------------------------------------------- | --------------------------------------------------- | --------------------------------------------------- | --------------------------------------------------- | --------------------------------------------------- | --------------------------------------------------- |
| 1991                                                | 1996                                                | 2001                                                | 2004                                                | 2010                                                | 2016                                                |
| 0                                                   | 6                                                   | 7                                                   | 8                                                   | 5                                                   | 6                                                   |